# Roy Montrell

(Every Time I Hear) That Mellow Saxophone auf Specialty 583, 1965

Raymond Eustis „Roy“ Montrell (* 27. Februar 1928 in New Orleans; † 16. Mai 1979 in Amsterdam) war ein einflussreicher amerikanischer R&B-Gitarrist. Er arbeitete vor allem als Studiomusiker und begleitete R&B- und Rock-’n’-Roll-Größen auf deren Tourneen.

## Leben
Roy Montrell wurde 1951 aus der Armee entlassen und begann in Roy Miltons Band zu spielen. Er zog nach New Orleans, um dort eine Familie zu gründen und formierte mit dem Bassisten Lawrence Gate und dem Schlagzeuger Victor Leonards ein Trio, das nur kurzlebig war, da sich Montrell von Lloyd Price für eine Tour engagieren ließ. Zurück in New Orleans arbeitete er vor allem als Studiomusiker der Studio Band für Specialty Records und Ace Records. Unter anderem war er 1956 auf Little Richards Aufnahmen von Heeby-Jeebies, Can’t Believe You Wanna Leave, Jenny Jenny und Good Golly, Miss Molly zu hören. Wochenends trat er in einer Band mit Nat Perrilliat, Curtis Mitchell und Edward Blackwell auf.
Zwischen 1960 und 1962 stand er zuerst in Allen Toussaints Hausband bei Minit Records unter Vertrag und wurde dann von Harold Battiste bei AFO Records für eine enorme Anzahl von Aufnahmen engagiert. 1962 übernahm er von Walter Nelson die Gitarre in der Liveband Fats Dominos, die er auch musikalisch leitete. Montrells Freundin Ulrike Sprenger erinnert sich in Dominos Biografie, es habe sich eine gewisse Abhängigkeit des Sängers zu seinem Bandleader entwickelt, der in alle organisatorischen Fragen involviert wurde und der förmlich nach Belieben von seinem Chef Geldzahlungen erwirken konnte. Davon finanzierte er unter anderem seine Heroin-Sucht, die ihm am 16. Mai 1979 bei einer Tour durch die Niederlande zum Verhängnis wurde.
Der versierte Gitarrist, dessen gutes Timing und dessen Drive von seinen Mitspielern geschätzt wurde, nahm unter eigenem Namen nur zwei Singles auf. (Everytime I Hear) That Mellow Saxophone, eine Zusammenarbeit mit John Marascalco, entwickelte sich zu einem R&B-Standard, den unter anderem die Stray Cats coverten. Bruce Eder von Allmusic vermutet, Montrell habe bei Hunderten, wenn nicht Tausenden von Aufnahmen mitgewirkt.

## Diskografie
- 1956 – (Everytime I Hear) That Mellow Saxophone / Ooh Wow, Specialty 583
- 1961 – The Montrell / Mudd, Minit 619